# Resolució 2197 del Consell de Seguretat de les Nacions Unides
La Resolució 2197 del Consell de Seguretat de les Nacions Unides fou adoptada per unanimitat el 29 de gener de 2015. Després de reafirmar totes les resolucions sobre el conflicte de Xipre el Consell va ampliar el mandat de la Força de les Nacions Unides pel Manteniment de la Pau a Xipre (UNFICYP) durant sis mesos més fins al 31 de juliol de 2015.
El Consell assenyala que tot i que s'ha avançat en les negociacions, encara no s'havia arribat a un acord global i sostenible. Calia reprendre les negociacions per arribar a un acord sobre els problemes centrals. De nou, es va demanar la implementació de mesures de confiança, com ara l'obertura de més encreuaments fronterers.
El mandat de la UNFICYP es va estendre fins al 31 de juliol de 2015. Es va demanar a les parts que cooperessin amb la UNFICYP sobre la demarcació de la zona d'amortiment. També es va demanar als turcoxipriotes que restauressin l'statu quo a Strovilia anterior a 2000.